# Megève
Megève é uma comuna francesa na região administrativa de Auvérnia-Ródano-Alpes, no departamento da Alta Saboia. 

## História
Situada no coração dos Alpes no cantão francês de Sallanches deve a sua importância turística à família Rothschild que a partir dos anos 1910 fizeram dela um local de férias e assim de fazer concorrência à estação de Saint Moritz na Suíça que nesse período de entre duas guerras estava cheio de alemães . Aliás estavam em "concorrência" esta localidade e Tignes, mas finalmente foi em Megève que Noémie de Rothschild se decidiu instalar-se, e começou por mandar edificar vários hotéis, e entre eles, aquele que ainda hoje é o símbolo da estação, o Hotel Mont d'Arbois.
A mesma baronesa Noémie de Rothschild manda construir ao célebre arquitecto da época Henry Jacques Le Même um chalet que se assemelhe às casas de quinta da região, todo em madeira, com uma grande varanda ao correr da frontaria, quartos confortáveis e uma verdadeira chaminé na sala de estar .
Começaram a aparecer chalets desde tipo, como o que também mandou construir  a princesa Angèle de Bourbon em 1927, e a partir daí o aspecto actual desta estação e de todas as outras que se impuseram como estação de inverno de luxo.